# برغكامن
برغكامن (بالألمانية: Bergkamen) هي بلدة ألمانية تقع في ألمانيا في أونا (ألمانيا). يقدر عدد سكانها بـ 51,122 نسمة .

## المدن التوأمة
مدن هيتشتيت، Taşucu، جينيفيرس، فياليتشكا، Gmina Wieliczka وKirklees هي مدن توأمة لـبرغكامن.

## أعلام
- كونراد أوت